# Peoni de Mende
Peoni de Mende (en llatí: Paeonius, en grec antic: Παιώνιος) fou un escultor nadiu de Mende (Tràcia).
De Peoni hi ha molt poca informació, però va ser famós per haver executat les estàtues al frontó del pòrtic del Temple de Zeus a Olímpia, que representava la cursa de carros entre Pèlops i Enòmau, tal com ho descriu Pausànias, encara que actualment s'ha posat en qüestió que Peoni en fos l'autor.
També va fer una estàtua de bronze de Nike coneguda com la Victòria de Peoni, que els messenis de Naupacte van dedicar a Olímpia. Va florir entorn de l'Olimpíada 86, és a dir vers el 435 aC.